# Meurtres en sommeil
Pour l’article homonyme, voir Meurtre en sommeil.
Meurtres en sommeil (Waking the Dead) est une série télévisée britannique en 92 épisodes de 60 minutes, créée par Barbara Machin et diffusée entre le 4 septembre 2000 au 11 avril 2011 sur BBC One.
En France, l'épisode pilote de la série a été diffusée le 28 juillet 2003 sur Jimmy puis sur France 2, elle est programmée depuis le 1er avril 2011 sur Jimmy et sur Chérie 25.

## Synopsis
Peter Boyd est le chef d'une équipe de police multidisciplines de détectives et scientifiques, la brigade des affaires classées, qui enquête sur d'anciens meurtres non résolus en utilisant les méthodes modernes, pas encore disponibles au moment de l'enquête initiale.

## Distribution
- Trevor Eve (VF : Michel Papineschi) : le commissaire Peter Boyd
- Sue Johnston : Dr Grace Foley
- Wil Johnson : Spencer Jordan
- Claire Goose (VF : Julie Dumas) : Amelia « Mel » Silver (saisons 1 à 4)
- Holly Aird (VF : Isabelle Ganz) : Dr Frankie Wharton (saisons 1 à 4)
- Georgia Mackenzie : Andrea Stephenson (saison 5)
- Esther Hall : Dr Felix Gibson (saison 5)
- Félicité Du Jeu : Stella Goodman (saisons 5 à 9)
- Tara Fitzgerald : Dr Eve Lockhart (saisons 6 à 9)
- Stacey Roca : Katrina Howard (saisons 8 et 9)

 Source et légende : version française (VF) sur RS Doublage

## Épisodes

### Pilote (2000)
1. Le Retour du tueur [1/2] (Waking the Dead: Part 1)

Peter Boyd dirige une équipe qui enquête sur des meurtres non élucidées.
Leur première enquête concerne l'enlèvement et le meurtre d'Alice Miller, 16 ans, il y a 5 ans.
Elle a été retrouvée nue et menottée enveloppée dans du feutre de couverture dans une décharge publique trois semaines après sa disparition. À l'époque, son ravisseur avait contacté la police pour réclamer 5 000 livres mais l'échange n'a jamais eu lieu. Peter Boyd est persuadé que le tueur va récidiver.
1. Le Retour du tueur [2/2] (Waking the Dead: Part 2)

### Première saison (2001)
1. Dommages collatéraux [1/2] (Burn Out: Part 1)
2. Dommages collatéraux [2/2] (Burn Out: Part 2)
3. De vieilles blessures [1/2] (Blind Beggar: Part 1)
4. De vieilles blessures [2/2] (Blind Beggar: Part 2)
5. L'Inconnu dans la maison [1/2] (A Simple Sacrifice: Part 1)
6. L'Inconnu dans la maison [2/2] (A Simple Sacrifice: Part 2)
7. Dérive génétique [1/2] (Every Breath You Take: Part 1)
8. Dérive génétique [2/2] (Every Breath You Take: Part 2)

### Deuxième saison (2002)
1. Jeu de cartes [1/2] (Life Sentence: Part 1)
2. Jeu de cartes [2/2] (Life Sentence: Part 2)
3. Le Dernier Condamné [1/2] (Deathwatch:Part 1)
4. Le Dernier Condamné [2/2] (Deathwatch: Part 2)
5. Raisons d'état [1/2] (Special Relationship: Part 1)
6. Raisons d'état [2/2] (Special Relationship: Part 2)
7. La Disparue [1/2] (Thin Air: Part 1)
8. La Disparue [2/2] (Thin Air: Part 2)

### Troisième saison (2003)
1. Un tueur en liberté [1/2] (Multistorey: Part 1)
2. Un tueur en liberté [2/2] (Multistorey: Part 2)
3. L'Homme de l'ombre [1/2] (Walking On Water: Part 1)
4. L'Homme de l'ombre [2/2] (Walking On Water: Part 2)
5. Destins brisés [1/2] (Breaking Glass: Part 1)
6. Destins brisés [2/2] (Breaking Glass: Part 2)
7. La Momie mutilée [1/2] (Final Cut: Part 1)
8. La Momie mutilée [2/2] (Final Cut: Part 2)

### Quatrième saison (2004)
1. Sous le regard de Dieu [1/2] (In Sight of the Lord: Part 1)
2. Sous le regard de Dieu [2/2] (In Sight of the Lord: Part 2)
3. La Bombe [1/2] (False Flag: Part 1)
4. La Bombe [2/2] (False Flag: Part 2)
5. Enfances [1/2] (Fugue States: Part 1)
6. Enfances [2/2] (Fugue States: Part 2)
7. Au bout de la colère [1/2] (Anger Management: Part 1)
8. Au bout de la colère [2/2] (Anger Management: Part 2)
9. Regrets [1/2] (The Hardest Word: Part 1)
10. Regrets [2/2] (The Hardest Word: Part 2)
11. Psychoses mortelles [1/2] (Shadowplay: Part 1)
12. Psychoses mortelles [2/2] (Shadowplay: Part 2)

### Cinquième saison (2005)
1. Les Tours du silence [1/2] (Towers of Silence: Part 1)
2. Les Tours du silence [2/2] (Towers of Silence: Part 2)
3. Noirs Desseins [1/2] (Black Run: Part 1)
4. Noirs Desseins [2/2] (Black Run: Part 2)
5. Vérité meurtrière [1/2] (Subterraneans: Part 1)
6. Vérité meurtrière [2/2] (Subterraneans: Part 2)
7. Au doigt et à l'œil [1/2] (Straw Dog: Part 1)
8. Au doigt et à l'œil [2/2] (Straw Dog: Part 2)
9. Meurtres en eaux douces [1/2] (Undertow: Part 1)
10. Meurtres en eaux douces [2/2] (Undertow: Part 2)
11. Anniversaire mortel [1/2] (Cold Fusion: Part 1)
12. Anniversaire mortel [2/2] (Cold Fusion: Part 2)

### Sixième saison (2007)
1. Les Gitans irlandais [1/2] (Wren Boys: Part 1)
2. Les Gitans irlandais [2/2] (Wren Boys: Part 2)
3. Principe inaliénable [1/2] (Deus Ex Machina: Part 1)
4. Principe inaliénable [2/2] (Deus Ex Machina: Part 2)
5. Or, Sexe et Trahisons [1/2] (The Fall: Part 1)
6. Or, Sexe et Trahisons [2/2] (The Fall: Part 2)
7. Vingt ans plus tard [1/2] (Mask of Sanity: Part 1)
8. Vingt ans plus tard [2/2] (Mask of Sanity: Part 2)
9. L'Été 67 [1/2] (Double Bind: Part 1)
10. L'Été 67 [2/2] (Double Bind: Part 2)
11. Sombre passé [1/2] (Yahrzeit: Part 1)
12. Sombre passé [2/2] (Yahrzeit: Part 2)

### Septième saison (2008)
1. Apparences trompeuses [1/2] (Missing Persons: Part 1)
2. Apparences trompeuses [2/2] (Missing Persons: Part 2)
3. Péchés [1/2] (Sins: Part 1)
4. Péchés [2/2] (Sins: Part 2)
5. Titre français inconnu (Duty and Honor: Part 1)
6. Titre français inconnu (Duty and Honor: Part 2)
7. Skinheads [1/2] (Skin: Part 1)
8. Skinheads [2/2] (Skin: Part 2)
9. Plaies à vif [1/2] (Wounds: Part 1)
10. Plaies à vif [2/2] (Wounds: Part 2)
11. Pietà [1/2] (Pietà: Part 1)
12. Pietà [2/2] (Pietà: Part 2)

### Huitième saison (2009)
1. Destin tragique [1/2] (Magdalene 26: Part 1)
2. Destin tragique [2/2] (Magdalene 26: Part 2)
3. Au bout de la nuit [1/2] (End of the Night: Part 1)
4. Au bout de la nuit [2/2] (End of the Night: Part 2)
5. Trafic humain [1/2] (Substiture: Part 1)
6. Trafic humain [2/2] (Substiture: Part 2)
7. Fin de partie [1/2] (End Game: Part 1)
8. Fin de partie [2/2] (End Game: Part 2)

### Neuvième saison (2011)
1. Conspiration [1/2] (Harbinger: Part 1)
2. Conspiration [2/2] (Harbinger: Part 2)
3. La Mort dans les yeux [1/2] (Care: Part 1)
4. La Mort dans les yeux [2/2] (Care: Part 2)
5. Solidarité [1/2] (Solidarity: Part 1)
6. Solidarité [2/2] (Solidarity: Part 2)
7. Condamné [1/2] (Conviction: Part 1)
8. Condamné [2/2] (Conviction: Part 2)
9. Le Tortionnaire [1/2] (Waterloo: Part 1)
10. Le Tortionnaire [2/2] (Waterloo: Part 2)